# Vista Hermosa (Colombia)
Vista Hermosa  es un último Barrio al Occidente de Cali en la Comuna 1 (Cali) de Cali en Valle del Cauca en Colombia. Limita con Patio Bonito al oeste y Terron Colorado al este. La parte norte del límite del pueblo está formada por el Río Aguacatal y la parte sur está formada por el Río Cali. El límite sureste está conformado por el Ecoparque de La Vida y el Jardín Botánico de Cali. Vista Hermosa fue oficialmente un pueblo por primera vez en 1966

A partir de 2015, la Población del pueblo era 8,266. La población masculina era 4,026 o el 48.7% de la Población. La población femenina era 4,240 o el 51.3% de la Población. 
La mediana de edad era de 26.8 años en 2015. La mediana de edad de los hombres era de 25.6. La mediana de edad de las mujeres era de 28. La densidad de población era de 6,750 por km² desde 2015.
El IDH del barrio fue 0.727, que es equivalente al IDH de Uzbekistán. Se clasificó por debajo de Fiyi y Surinam, pero por encima de Dominica y Jordania.

## Geografía
Vista Hermosa tiene una altitud de 1,998 y es geográficamente parte de las montañas del Caucán y el valle Caucáno. El bioma de Vista Hermosa está clasificado como Bosque Tropical Montano.